# 商魂
《商魂》是2024年台灣電視劇，是以1950年代為背景的時代劇，改編自台灣第一代企業家林燈的事蹟，講述台灣在通貨膨脹與政局動盪之際，公營事業民營化的經營權之爭，為台灣少見的商場鬥爭劇情片。
本劇由傅孟柏、李國毅、邵雨薇、周曉涵、市原隼人、田中千繪、喜翔、朱德剛、林在培、徐鈞浩主演。導演為洪子鵬，由欣蘭企業股份有限公司、大聲創意國際事業有限公司、牽猴子股份有限公司联合出品。

## 劇情
故事背景設定於1950年代的台灣，在韓戰結束前夕，政府準備將國營的中華水泥民營化，由馬將軍負責此事。原經營石綿建材，擔任全省水泥公會理事長的企業家林燈為了爭取中華水泥經營權接近馬將軍，發現原來國民政府的目的是為了建設而需要大量的土地。林燈為了能夠獲得中華水泥經營權，故而答應馬將軍的條件，奔走於五大家族之間，說服他們願意用土地來交換中華水泥的股票。
林燈在學時的好友黃宏達（原名健太郎）入贅新竹黃家。為了重振新竹黃家，也希望取得中華水泥經營權。在五大家族與政府之間，雙方展開政治與商業上的競爭。

## 故事原型
日治台灣時期，出身宜蘭世家的企業家林燈，曾至日本三重縣及大阪留學。回台灣後，創立台灣最大的石棉加工廠。
1945年，中華民國政府於第二次世界大戰結束後接管台灣。林燈創立信達行，從事建材進出口生意。
1953年，行政院長陳誠在台灣省推行耕者有其田政策，向台灣地主強制徵收土地，發放台灣水泥、台灣紙業、台灣工礦、台灣農林等四大省營企業股票作為補償。台灣五大家族（基隆顏家、板橋林家、霧峰林家、鹿港辜家、高雄陳家）在此時以低價購入股票，晉身為工業資本家。林燈與商人陳德深等人合作，也同時間向民間地主收購四大公司股票。
1954年，中華民國行政院推動台灣水泥民營化，出售政府手中的公股，委託辜振甫以其個人影響力來推動民間參與。除了鹿港辜家投資外，辜振甫邀請板橋林家林柏壽參與，林柏壽出資成為台泥公司最大個人股東，辜振甫只擁有協理頭銜。因應板橋林家、鹿港辜家的號召，當時台灣各大家族，如高雄陳家、台南幫吳三連、新光集團吳家、嘉新水泥張家、永豐餘何家、霖園集團蔡家等，紛紛主動購入政府公股，成為台泥創始股東。
經由收購民間股票與委託同意書，林燈一度獲得七成民間股權的支持。但其股份不及五大家族，台泥首任董事長為板橋林家的林柏壽，副董事長為高雄陳家的陳啟清。林燈只取得一席常務董事。1973年，辜振甫出任台泥董事長，取得經營權。1989年在陳啟清過世後，由林燈接任台泥副董事長位置。
此後林燈建立了國產實業集團。

## 演員列表

### 主要演員
林燈
演员 - 傅孟柏
經營石棉的台灣企業家，全省水泥工會主任委員。原本國營的中華水泥準備民營化，林燈為了爭取經營而設局成功接近馬將軍，才發現原來國民政府的目的是為了建設而需要大量的土地。林燈為了能夠獲得之後民營化的中華水泥掌控權，故而答應馬將軍奔走於五大家族之間，說服他們願意用土地來交換中華水泥的股票。
陳雪玉
演员 - 邵雨薇
林燈的妻子，賢慧聰明。除了全心照顧林家大小外，同時也為水泥公會夥伴張羅照料，關鍵時更常為丈夫獻計，提供建議。
雅美
演员 - 田中千繪
馬將軍的乾女兒，留在台灣的日本人。
黃宏達/健太郎
演员 - 李國毅
新竹黃家招贅女婿，從小窮困，為達目的不擇手段。機緣巧合入贅新竹黃家後，改頭換面，要幫已經衰老的黃家重振聲勢。(戲劇中的五大家族之一)。
黃明秋
演员 - 周曉涵
新竹黃家千金，因黃家老爺膝下無子，機緣之下招贅黃宏達，同時和舊情人武田遼平持續偷情。在保守年代，特立獨行、自由放蕩。(戲劇中的五大家族之一)。
馬仁甫 將軍
演员 - 朱德剛
國府陸軍將領。
高五爺（高佰祿）
演员 - 林在培
板橋高家(戲劇中的五大家族之一，推測實為現實中的板橋林家)。人物原型推測實為板橋林家後代林柏壽。
莊少爺
演员 - 喜翔
善化莊家少爺。(戲劇中的五大家族之一，推測為現實中的霧峰林家)

### 特別演出
武田遼平
演员 - 市原隼人
黃明秋的地下情夫，用極為強勢的方式愛著明秋，更明目張膽的在宏達面前和明秋偷情。

### 其他演員
劉水深
演员 - 鄭進一
黃家大伯
演员 - 龍天翔
周國輝
演员 - 王自強
福山
演员 - 岡本孝
三郎
演员 - 徐鈞浩
李太太
演员 - 于子育
陳太太
演员 - 陳雪甄
阿旺
演员 - 鄭志偉
許仔
演员 - 廖欽亮
老鼠
演员 - 羅凱騰
林燈（15歲）
演员 - 杜以謙
健太郎（15歲）
演员 - 朱宥丞
福華樓經理
演员 - 馬力歐
阿興
演员 - 黃士勛
阿鳳姐
演员 - 林雨葶

## 獎項

### 金鐘獎
| 年份   | 頒獎單位     | 獎項                         | 入圍者                 | 結果 |
| ------ | ------------ | ---------------------------- | ---------------------- | ---- |
| 2024年 | 第59屆金鐘獎 | 迷你劇集獎                   | 《商魂》               | 提名 |
| 2024年 | 第59屆金鐘獎 | 迷你劇集（電視電影）編劇獎   | 鄭心媚、賴孟傑、謝翠玉 | 提名 |
| 2024年 | 第59屆金鐘獎 | 迷你劇集（電視電影）男配角獎 | 李國毅                 | 提名 |
| 2024年 | 第59屆金鐘獎 | 戲劇類節目美術設計獎         | 鄭予舜                 | 獲獎 |
| 2024年 | 第59屆金鐘獎 | 戲劇類節目造型設計獎         | 陳亞琦                 | 提名 |
| 2024年 | 第59屆金鐘獎 | 戲劇類節目視覺特效獎         | 嚴振欽、陳晏平         | 獲獎 |

## 外部連結
- 商魂的Facebook專頁
- 互联网电影数据库（IMDb）上《商魂》的资料（英文）